# Боццоле
Боццоле (итал. Bozzole) — коммуна в Италии, располагается в регионе Пьемонт, в провинции Алессандрия.
Население составляет 323 человека (2008 г.), плотность населения составляет 34 чел./км². Занимает площадь 9 км². Почтовый индекс — 15040. Телефонный код — 0142.
Покровителем коммуны почитается святой Григорий Чудотворец, празднование 17 ноября.

## Демография
Динамика населения:

## Администрация коммуны
- Официальный сайт: